# دیستربیا (ترانه)
«دیستربیا» (به انگلیسی: Disturbia) تک‌آهنگی از هنرمند اهل باربادوس ریحانا است که در ۱۷ ژوئن ۲۰۰۸ منتشر شد. این تک‌آهنگ در آلبوم دختر خوب بد شد: ضبط دوباره قرار داشت.
این تک‌آهنگ در چارت‌های ، فلاندرز، نیوزلند، در رتبه اول و در چارت‌های کانادا، والونیا، فرانسه، ایرلند، نروژ، استرالیا، آلمان، دانمارک، فنلاند، سوئد، سوئیس، اتریش، جزو ده ترانه اول قرار گرفت.